# Cedynia
Cedynia là một thị trấn thuộc huyện Gryfiński, tỉnh Zachodniopomorskie ở tây-bắc Ba Lan. Thị trấn có diện tích 2 km². Đến ngày 1 tháng 1 năm 2011, dân số của thị trấn là 1624 người và mật độ 972 người/km².